# Neoperla dentata
Neoperla dentata är en bäcksländeart som beskrevs av Ignac Sivec 1984. Neoperla dentata ingår i släktet Neoperla och familjen jättebäcksländor. Inga underarter finns listade i Catalogue of Life.